# Univers

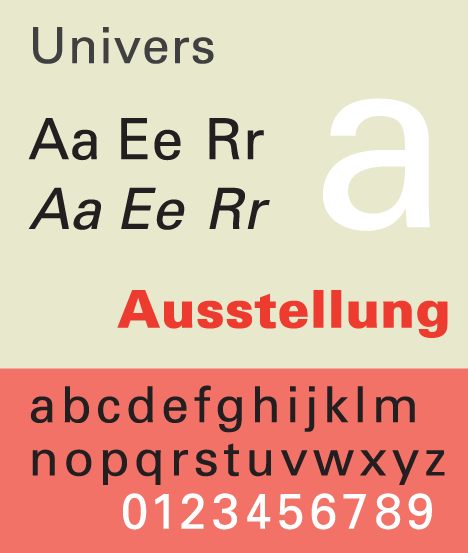
Univers

A Univers é uma família tipográfica sem-serifa bastante popular. Foi desenhada por Adrian Frutiger e publicada pela Deberny & Peignot em 1957. A fonte é conhecida por sua limpeza e legibilidade a longas distâncias.
A Univers foi uma das primeiras famílias a serem desenhadas pensando-se em todas as suas variações e tamanhos. Frutiger criou um sistema próprio para a categorização dos tipos, usando um código de números ao invés de nomes (são 21 variações ao todo, incluindo as itálicas, negritos, estendidas, etc). A versão regular é reconhecida pelo código 55, as itálicas possuem números pares e as demais, ímpares.

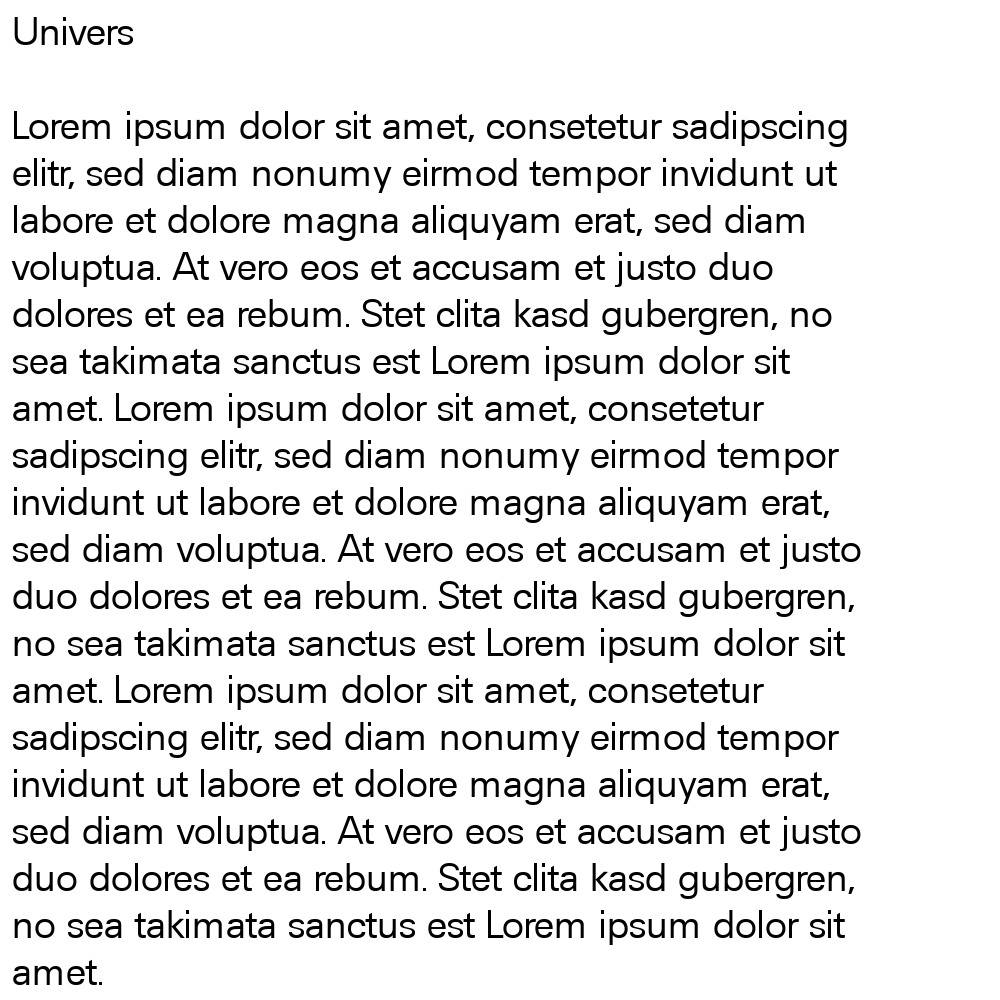
Exemplo da Univers, versão regular.

## Uso
A Univers é considerada um dos símbolos máximos do modernismo no design gráfico. Junto da Helvetica, foi uma das fontes mais utilizadas nos mais diversos trabalhos. A Univers é bastante similar à Helvetica (a maioria dos tipos são praticamente idênticos para a maioria das pessoas) embora a primeira seja mais dinâmica que a última (diz-se que existia uma discórdia entre partidários da Helvetica e da Univers). A letra a minúscula é a principal diferença entre as duas famílias.
A Univers gozou de grande popularidade principalmente nas décadas de 1960 e 70, tornando-se, para muitos designers, a fonte sem-serifa, por excelência. Foi usada por diversas empresas, entre elas a Swiss International Air Lines e o Deutsche Bank, e para uso cotidiano ao redor de todo o mundo. A Apple Inc. costuma usar todas as variantes itálicas desta fonte nos teclados de seus computadores. O metrô de Paris também faz uso intenso da Univers.
A Univers é a fonte utilizada no logotipo do IBGE e em parte de sua identidade visual.
É a letra utilizada nos totens da Avenida Paulista.
É o tipo de letra utilizado no brasão do Corinthians Paulista.

## Histórico
Adrian Frutiger criou a Univers como trabalho de conclusão do seu curso de Design e seus primeiros desenhos foram desenvolvidos em 1949. Devido à reconhecida qualidade da fonte, passou a ser produzida em tipos de metal e em fotocomposição entre 1954 e 1957.
Quando foi adaptada para leitura em tela, revelou-se bastante ilegível. Por esse motivo, durante a década de 1990, a família foi redesenhada (otimizando a fonte mas mantendo a aparência original) e a nova versão é conhecida como Linotype Univers (já que é comercializada pela empresa Linotype).

### Desdobramentos
Frutiger foi chamado na década de 1970 para projetar o sistema de comunicação visual do Aeroporto Internacional Charles de Gaulle de Paris. A fonte que usou neste sistema foi totalmente projetada para a ocasião, embora tenha sido inspirada nos desenhos da univers. A fonte resultante foi, então, adaptada para a comercialização e passou a ser conhecida como Frutiger.
A Frutiger (a fonte, não o autor) é considerada inovadora pela sua dinâmica, tendo influenciado dezenas de outras populares famílias, como a Verdana e a Bitstream Vera. Portanto, a Univers está indiretamente relacionada com grande parte das fontes desenhadas nas últimas décadas.

## Exemplo de Univers
O parágrafo seguinte está escrito em Univers, caso esteja instalada no seu computador, senão é utilizada o tipo de letra monospace.

Design é um termo da língua inglesa que se refere a um determinado esforço criativo, seja bidimensional ou tridimensional, segundo o qual se projetam objetos ou meios de comunicação diversos para o uso humano. A tradução em português é portanto "projeto" e não "desenho", da qual é um falso cognato. Por este fato, ela é às vezes erroneamente traduzida como "desenho", mas não se refere diretamente ao ato de desenhar. Devido à influência da literatura inglesa e à baixa qualidade de algumas traduções, é comum encontrar nos países de língua portuguesa a palavra original, de forma que o profissional que trabalha na área de design (i.e. o projetista) é comumente chamado de designer.

ABCDEFGHIJKLMNOPQRSTUVWXYZ

abcdefghijklmnopqrstuvwxyz

1234567890

Exemplos de caracteres

IPA: /ɪgˈzɑːmpəl əv aɪpiːˈeɪ tɹɑːnˈskɹɪpʃən/.

Caracteres árabes: العربية.

Caracteres hebraicos: עברית.

Caracteres cirílicos: Кирилица.

Caracteres gregos: Ελληνικά.

## Bibliográficas
- ROCHA, Cláudio; Projeto tipográfico - análise e discussão de fontes tipográficas; São Paulo: Editora Rosari, 2001 ISBN 85-88343-04-5